# Klášter voršilek (Liberec)
Klášter voršilek s kostelem Božského srdce Páně v Liberci je bývalý konvent řádu sester svaté Voršily. Novogotický areál z roku 1898 se nachází na Klášterní ulici v V. libereckém obvodu Kristiánov. V současné době budova slouží jako poliklinika. Bývalý klášterní kostel Božského srdce Páně slouží od roku 1996 potřebám pravoslavné církve.

## Historie

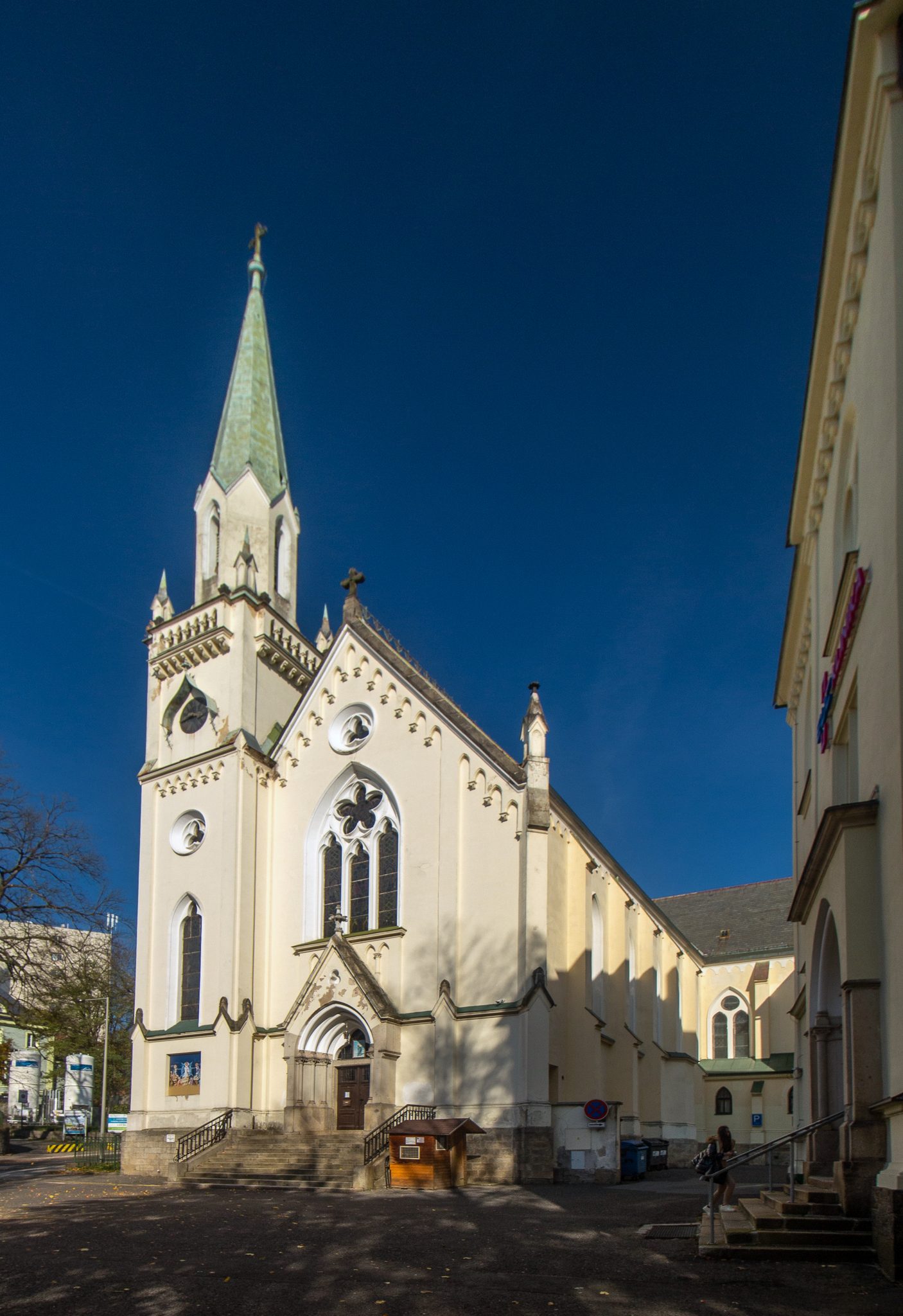
Kostel Božského srdce Páně a jedna z budov bývalého kláštera

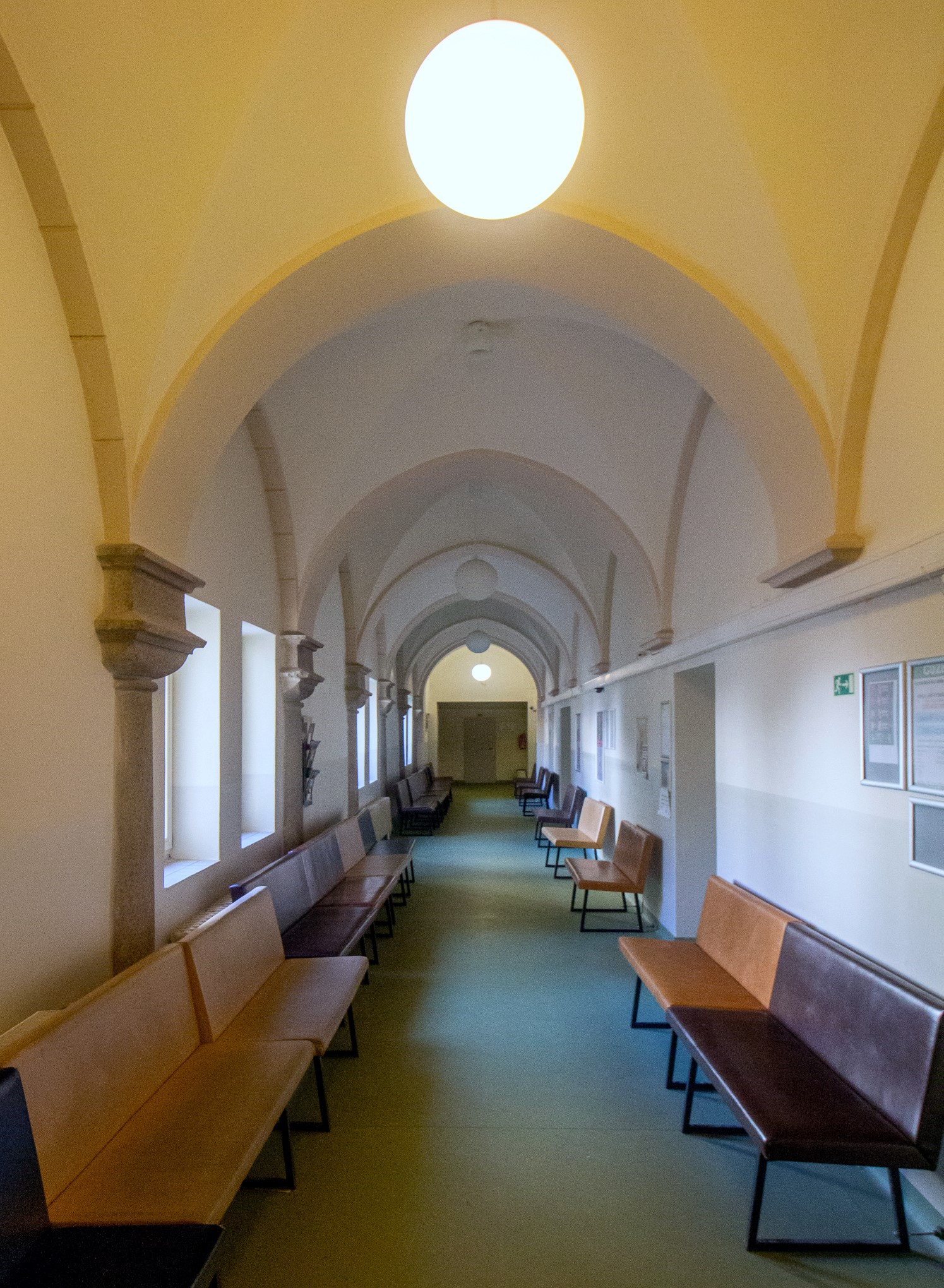
Interiér budovy bývalého kláštera

Ve druhé polovině 19. století došlo v Liberci a blízkém okolí k silnému růstu počtu obyvatel, proto bylo potřeba vybudovat instituci k zajištění vzdělávání a sociální péče. Proto byly do města pozvány uršulinky, které zde nechaly vystavět novogotický trojkřídlý klášter s kostelem a školou.
Areál vznikl na základě projektu libereckého architekta a stavitele Adolfa Bürgera, který jej sám také postavil. Výstavba byla zahájena stavbou kostela mezi lety 1894-1896. Celý projekt byl dokončen v roce 1896, kdy v letech 1897-1898 vznikly budovy samotného kláštera a školy. V objektu ze dvou stran obklopeném parkem byla řádová škola s dívčí ubytovnou, tělocvična, sál s jevištěm či zdravotnické pokoje. Na svou dobu moderně zařízený areál měl ústřední vytápění i vodovod.

### 20. století
V roce 1906 klášter navštívil při své cestě do Liberce císař František Josef I.
V roce 1945 byl klášter zkonfiskován státem a po komunistickém převratu musely v rámci akce K sestry klášter v roce 1950 opustit. Mnoho z nich bylo nuceně vyčleněno pro práci v tovární výrobě. Později byla v objektu kláštera zřízena poliklinika, která zde sídlila až do sametové revoluce.

### Po roce 1989
V roce 1990 byl klášter v restitucích navrácen řádu sester sv. Voršily, které se věnují poskytování péče přestárlým osobám, proto souhlasily se zachováním zdravotnického provozu. Budovy kláštera však vyžadovaly nákladnou rekonstrukci, která přesahovala možnosti řádu, proto se sestry i s ohledem na početní stav své komunity v českých zemích po domluvě s generální správou řádu v Římě dohodly na prodeji objektu.
V současné době v budově bývalého kláštera sídlí zdravotnické zařízení a klášterní kostel Božského srdce Páně využívá od roku 1996 pravoslavná církev.